# Права женщин в Саудовской Аравии

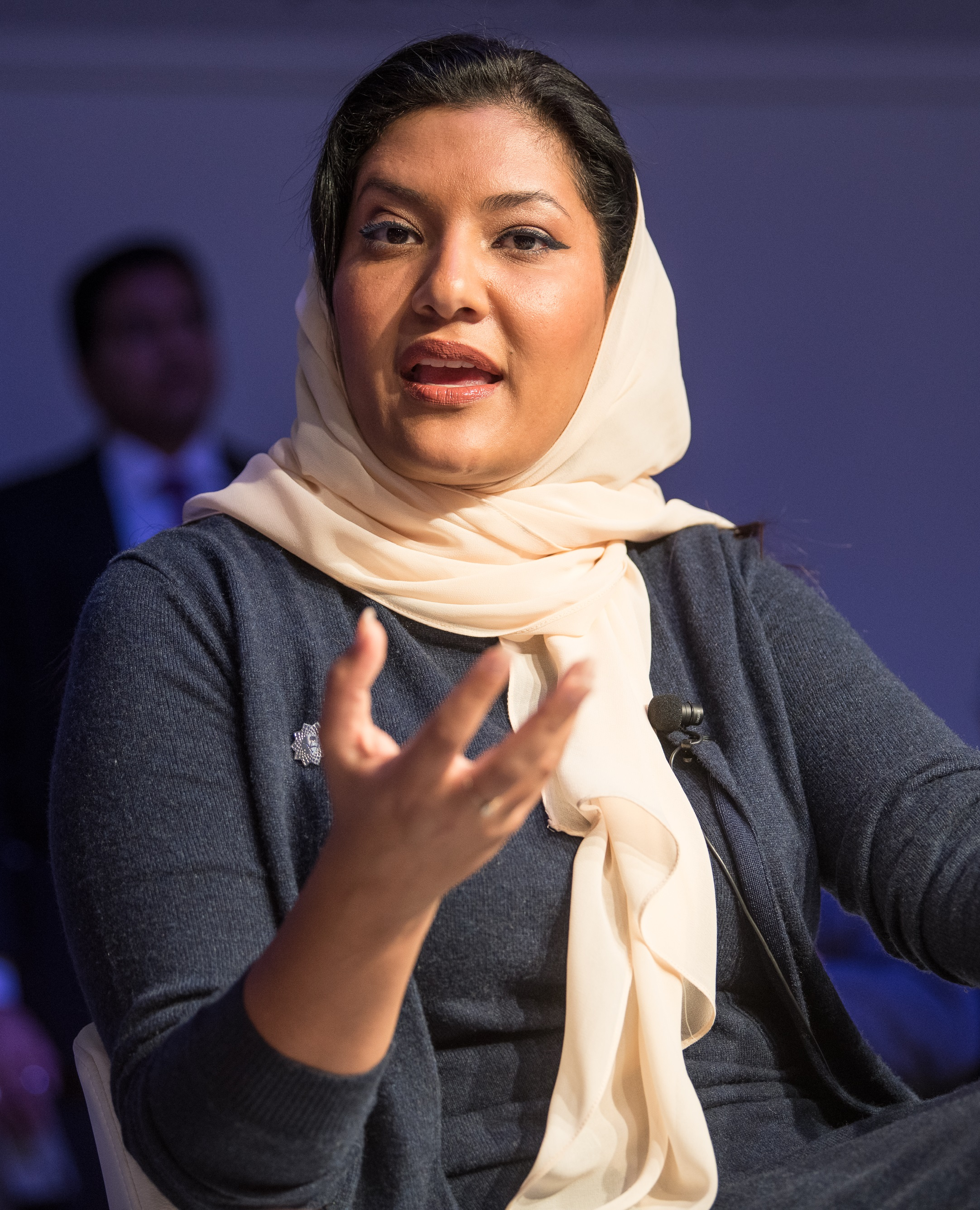
посол Саудовской Аравии в США принцесса Рима бинт Бандар

Права женщин в Саудовской Аравии определяются законодательством и законами, которые касаются дел женщин, личного статуса и социальных условий. Эти права подверглись радикальным реформам в августе 2019 года после того, как на протяжении многих лет были ограничены по сравнению с мужчинами из-за доминирования религиозного движения, усилившегося после 1979 года нашей эры. В 2013 году Всемирный экономический форум присвоил Саудовской Аравии низкое место в списке стран по уровню гендерного равенства (127-е место из 136). Однако реформы, которые Саудовская Аравия впоследствии осуществила, способствовали улучшению ее рейтинга в отчете Форума за 2018 год, при этом уровень изменений достиг 59% с точки зрения равенства заработной платы и уровня образования. Саудовская Аравия была последней страной, признавшей право женщин голосовать и баллотироваться на государственные должности, поскольку король Саудовской Аравии Абдалла ибн Абдель Азиз Аль Сауд объявил в 2011 году, что женщины смогут участвовать в муниципальных выборах в Саудовской Аравии в 2015 году, а также быть назначенными в Совет Саудовской Шуры. Доля саудовских женщин выросла в 2018 и 2019 годах до 23% рабочей силы страны, тогда как в предыдущие 28 лет она составляла 14%.  В то время как Saudi Vision 2030 нацелен на увеличение этого процента до 30%. Изменения, инициированные королем Абдаллой в некоторых учреждениях и образовании, представляют собой консервативный ислам, и сегодня 30% Совета Шуры составляют женщины. Средний возраст женщин при вступлении в брак составляет 25 лет.  Женщины получили больше прав при короле Салмане, который провел масштабную реформу, позволившую женщинам водить автомобили в июне 2018 года. В августе 2019 года Саудовская Аравия отменила требование о согласии опекуна, которое действовало при получении женщиной паспорта. Он также разрешил свободу передвижения как мужчинам, так и женщинам старше 21 года без ограничений. Два месяца спустя (в октябре) было отменено требование о наличии у женщины махрама, если она проживала в туристическом отеле.
Женщина по закону получает в 2 раза меньше наследства, чем мужчина. Девочку позволяется выдавать замуж в любом возрасте, поэтому такие дети зачастую бросают учёбу. При подаче иска в суд женщине необходимо иметь 6 мужчин-свидетелей, показания женщины имеют в 2 раза меньшую ценность. Если женщину изнасиловали, то она может быть наказана за то, что «спровоцировала» мужчину на преступление (ранний контакт с мужчиной или нарушения дресс-кода). Ребёнок саудовской женщины, чей отец является иностранцем, не имеет права на получение саудовского гражданства.

## Хронология расширения прав женщин
В 2005 году были запрещены насильственные браки.
Согласно рейтингу Hologic Global Women’s Health Index (2011), Саудовская Аравия возглавляет список женского здоровья среди арабских стран, опережая Великобританию.
В 2018 году был отменён запрет на вождение автомобиля женщинами.
В 2018 году власти Саудовской Аравии отменили обязательное ношение абайи, хиджаба, паранджи, бурки. В настоящее время женщинам не обязательно носить абайю или хиджаб (головной платок), однако предписывается одеваться скромно. Как правило, на публике мужчинам и женщинам рекомендуется носить свободную одежду, закрывающую тело до локтя и ниже щиколотки.
В 2019 году в Саудовской Аравии женщинам разрешили служить в армии.
В 2022 году была создана женская сборная по футболу.
Согласно отчёту, опубликованному Endeavor Insight в апреле 2022 года, количество стартапов в Саудовской Аравии для женщин в сфере технологий выше, чем среди мужчин.
В 2023 году саудовские женщины начали работать машинистками скоростных поездов.
В 2023 году Саудовская Аравия отправила первую женщину-космонавтку — Райяну Барнави — в космос, в частности на МКС.
Уровень участия женщин в технологическом секторе в Саудовской Аравии выше, чем в среднем по Европе. Уровень участия женщин в технологическом секторе в 2021 году составил 28 процентов, что выше среднего показателя по Европе в 17,5 процента.
По состоянию на март 2022 года женщины составляют 33,6 процента рабочей силы Саудовской Аравии.
Джессика Тамс, генеральный директор Seven Falls, заявила на конференции по киберспорту и играм Next World Forum 2023 в Эр-Рияде, что в Саудовской Аравии больше гендерного разнообразия в игровом секторе чем во всем мире. Она привела в пример компанию Manga Productions, где в штате более 60 процентов сотрудников женщины.

## История

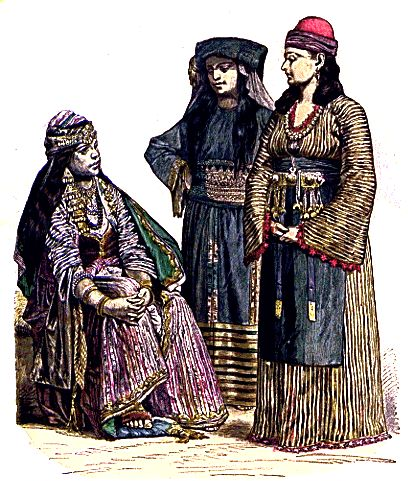
Три мусульманские женщины, жительницы окрестностей Дамаска и Мекки, в традиционных арабских костюмах, XIX век. С точки зрения современных законов страны все женщины слишком открыты и нарушают дресс-код

Права женщин в саудовском обществе основаны на шариате (исламском законе), Коране, хадисах (учениях пророка Мухаммеда) и племенных законах. Ислам является государственной религией и трактуется в фундаменталистской салафитской суннитской форме. Так как в стране отсутствуют чёткие законы, то судьи наделены значительными дискреционными полномочиями, позволяющими им решать вопросы, как правило, в пользу племенных обычаев. Изменение интерпретации исламских законов зачастую приводит к разногласиям. Например шейх Ахмад Кассим Аль-Гамди, глава религиозной полиции, утверждал, что запрет на «ихтилат» (гендерное равенство/смешение) не имеет ничего общего с шариатом, другой же шейх Абдул Рахман аль-Баррак издал фетву, что все сторонники «ихтилата» должны быть убиты.
Политические и религиозные деятели часто ссылаются на жизнь пророка Мухаммеда, чтобы доказать, что ислам поощряет сильных женщин. Первая жена пророка Хадиджа бинт Хувайлид была предпринимателем, которая верно следовала за Мухаммедом, а потом взяла на себя инициативу в предложении руки и сердца. Другая жена, Айша, командовала армией в битве при Басру и стала автором многих хадисов. Мухаммед установил первые права женщин в арабской культуре, сказав: «У вас есть права над вашими женщинами, и ваши женщины имеют права над вами».
События террористического акта в Мекке в 1979 году побудили правительство к пересмотру взглядов на выполнение норм шариата — до этого, несмотря на то, что население традиционно исповедовало ислам, религия не была привязана к политике и западные нововведения воспринимались нейтрально. До 1979 года женщины могли водить машины, встречаться с мужчинами — не-махрамами (не муж/родственник) и ходить в общественных местах без абайи. Иранская революция в этом же году побудила к возрождению политического исламского фундаментализма во многих исламских странах, что послужило началом создания исламизма, который прежде всего отвергает все западные ценности и вестернизацию страны. В 1979 году фундаменталисты де-факто захватили власть, устроив свою штаб-квартиру в большой мечети Масджид аль-Харам. Это послужило началом образованию консервативного исламистского государства, в числе изначальных призывов был запрет женщинам получать образование. Газеты и прочие СМИ стали соблюдать строгие религиозные нормы, например, все изображения с женщинами были исключены. Министерство внутреннего образования открыто препятствовало женщинам, работающим по найму, в том числе и иностранкам. Стипендии для женщин на учёбу за границей сократились. Ношение абайи в общественных местах стало обязательным. Строгий фундаментализм сохранялся относительно неизменным до событий теракта 11 сентября 2001 года во Всемирном торговом центре, после чего политика исламского фундаментализма стала подвергаться международной критике по той причине, что 9 из 11 террористов были саудовцами.
После прихода к власти Абдаллы в стране произошёл ряд реформ, в частности, он открыл первый университет для совместного обучения женщин и мужчин, принял законы против насилия в семье. Также король поддерживает возможность голосования женщин на выборах и предоставления женщинам водительских прав. Однако критики отмечают, что реформы слишком незначительны и больше имеют символический характер.

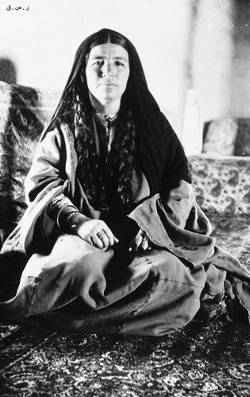
Традиционный костюм саудовской женщины, фото женщины-губернатора Фатамы Альсбахан

Практика применения прав и законов зависит также от региона. Джидда, город-порт, принимающий иностранцев, и торгово-экономический центр Саудовской Аравии, является более либеральной. Эр-Рияд и остальной округ Неджд, где расположена королевская династия Саудитов, имеет гораздо более строгие и консервативные законы. Запрет на вождение женщинами автомобиля, как правило, не соблюдался в сельской местности.
Консерваторы стремятся сохранить, как они утверждают, традиционные ценности исламской культуры и права, так как по их мнению Саудовской Аравии, как центру исламского мира, необходимо строгое соблюдение консервативных ценностей. Активисты — сторонники гендерного равенства, такие как Ваджеха Аль-Хувайдер, сравнивают права саудовских женщин с рабскими.
Относительно прав женщин саудовская поговорка гласит: «Это культура, а не религия». Большинство саудовцев, будучи мусульманами, не видит главного препятствия правам женщин в исламских законах. По словам одной из журналисток, «если Коран не затрагивает ту или иную тему, то священнослужители запросто могут причислить это к хараму (запрещённому), лишение женщин права на вождение машины является ярким тому подтверждением». Другая журналистка, Сабрия Джавхар, утверждает, что «патриархальный ислам» является западным стереотипом, комментируя следующее: «Если бы права женщин базировались на истинных исламских законах, а не на небрежных племенных обычаях, то вопрос дискриминации женщин был бы закрыт».
Асма-аль-Мухаммад, редактор телеканала Аль-Арабия, отмечает, что женщины всех других мусульманских народов, в том числе и за пределами стран Персидского залива, играют гораздо большую роль в политике мусульманских стран, чем саудовские. Также в таких мусульманских странах, как, например, Гамбия или Индонезия, права женщин гораздо шире.
Саудовское правительство оказывает также сильное психологическое давление на женщин и их роль в стране. В частности, в 2006 году при опросе более 80 % женщин высказались, что они не считают необходимым иметь право водить машины и работать с мужчинами. Другой опрос также показывает, что большинство саудовских женщин поддерживает идею о том, что женщина не может заниматься политикой. Примечательно, что ни в одной мусульманской стране такого рода «смиренных» ответов женщины не давали и даже наоборот, большинство саудовских женщин поддерживает гендерные роли в стране, считая, что их реформа противоречит мусульманским ценностям и сопутствует влиянию западной культуры. Многие женщины уверены, что они достаточно независимы или утверждают о так называемой «уникальности общества Саудовской Аравии», что является основным объектом для критики сторонников реформ. Журналистка Маха Акил часто критикует сексистские законы правительства, но утверждает, что Запад критикует то, чего не понимает, заявляя следующее: «Мы не просим женских прав в соответствии с западными ценностями и их образом жизни, мы просим права в соответствии с исламом, посмотрите на нашу историю, наши образцы для подражания».

## Мужчина-опекун
До 2016 года согласно законам Саудовской Аравии все женщины были обязаны жить и передвигаться за пределами дома вместе с мужчиной-махрамом — родственником/мужем. Сейчас этот закон не действует. Мужчина-опекун играет важную роль фактически во всех аспектах жизни женщины. Формально данная система создана для защиты женщины в соответствии с исламскими нормами. По данным на 2008 год, любая женщина официально не может заключать/разрывать брак, получать образование, передвигаться по стране, уезжать за границу, работать, открывать счета в банке, делать плановую операцию без соглашения мужчины-опекуна. Фактически права женщин ещё более ограничены, чем права несовершеннолетних в других странах.
Хотя в 2008 году эти правила были отменены, практика наличия мужчины-опекуна продолжает повсеместно существовать по той причине, что формально никаких законов против неё принято не было. Их продолжают осуществлять в соответствии с «принятыми обычаями» и в зависимости от конкретных должностных лиц и учреждений (больницы, полицейские участки, банки и т. д.). Должностные лица могут требовать присутствия мужчины-опекуна, если женщина носит никаб и не может подтвердить свою личность. В таких условиях женщины фактически не имеют возможности подать жалобу на опекуна.

Согласно законам Саудовской Аравии, мужчина-махрам является непосредственной частью женских прав в стране. В 2010 году было проведено интервью с работницей Министерства образования Ноурой Абураххман, которая защитила интересы мужского опекунства, утверждая, что это — не что иное, как обеспечение защиты и любви: 
в саудовской культуре женщины проводят особый, иной образ жизни, который отличается от мужского. Как саудовская женщина, я требую при себе иметь опекуна. Моя работа требует от меня бывать в разных регионах страны во время командировок, меня всегда сопровождают брат или муж, они взамен ничего от меня не требуют, лишь желают быть со мной. На Западе думают, что мужчины доминируют над женщинами, но они все забыли главный аспект любви, так как не знакомы с шариатом. Если вы хотите, чтобы муж заботился о вас, то единственный и истинный путь — ислам
В 2008 году другая сторонница наличия мужчины-опекуна создала петицию «Мой опекун знает, что лучше для меня», которая собрала более 5000 подписей. Петиция также требовала наказать всех активистов, требующих установления равенства между мужчинами и женщинами, которое приведёт к смешению их среды обитания.
Другие и более либеральные активистки критично относятся к мужчинам-опекунам, указывая, что это унижает достоинство женщины, приравнивая её к подчинённой или ребёнку. Они указывают на множество случаев, когда женщина по требованию опекуна была вынуждена отказаться от работы, у некоторых насильно отбирали детей из-за отсутствия прав опеки. В одном из самых громких случаев в 2009 году отец наложил вето на попытки дочери выйти замуж за представителя другого клана, и в результате её отправили в психиатрическую больницу, Судьи, как правило, встают на сторону отца, даже если дочь является совершеннолетней. Саудовская активистка Ваджеха Аль-Хувайдер не отрицает, что мужчина-опекун ухаживает за женщиной, но утверждает следующее:
Это такое же чувство, как к людям с ограниченными возможностями или животным, которое исходит от жалости и недостатка уважения.
Ваджеха сравнивает мужчину-опекуна с рабовладением:
Право собственности на женщину передаётся от одного человека к другому. Право собственности на женщину передается от отца или брата другому мужчине, мужу. Женщина является лишь товаром, который передаётся новому опекуну… В конечном счёте я думаю, что женщины очень боятся. Когда я сравниваю саудовца с другими арабами, могу сказать, что он не способен соперничать с женщиной. Он не может соперничать, так что он делал с ней?… У женщины есть возможности. Когда женщина учится, она конкурирует с мужчиной как рабочий. Все вакансии открыты для мужчин. 90 % из них открыты для мужчин. Вы не чувствуете никакой конкуренции… если не начинаете испытывать конкуренцию со стороны другой женщины… то ничто не будет вам препятствовать. Все места и работы открыты для вас. Таким образом вы чувствуете себя самостоятельным и избалованным человеком. А что произойдёт, если я попытаюсь выйти замуж?.. Я должна была бы получить разрешение моего сына.
Правительство Саудовской Аравии одобрило международные и внутренние декларации, касающиеся женских прав, а также настаивает на том, что не существует никакого закона мужского опекунства. Официально оно утверждает, что международные соглашения применяются в судах, при этом международные организации настроены крайне скептически, утверждая, что правительство Саудовской Аравии говорит одно, а на деле продолжает следовать своим старым законам. Международные соглашения фактически никогда не применяются в саудовских судах По словам предпринимателя Эр-Рияда — Хода аль-Герези, правительство не торопится реализовать своё решение 2004 года об увеличении занятости женщин и защиты их от злоупотребления опекунов.
После случая удачного побега женщины из страны[когда?] была разработана специальная электронная система, чтобы опекун мог следить за местоположением женщины. В 2021 году требование жить с опекуном было отменено, женщинам было разрешено жить самостоятельно.

### Воинская честь (намус)
Важную роль в философии мужчины-опекуна играет «намус» (араб. نَامُوس‎ —  «честь»‎. Согласно этому понятию, мужчина обязан защищать женщин своей семьи. Он главным образом опекает их и защищает женскую честь (ирд). Честь является важным моментом во многих патриархальных клановых обществах. Поскольку мужчина обязан опекать женщину и отвечать за её поступки, она должна вести себя благоразумно. Если опекун потеряет контроль над женщинами, то потеряет и честь в глазах общества и опозорится, рискуя стать козлом отпущения.
Намус связан также с убийством чести. Если мужчина портит свою честь из-за женщины в его семье, он может наказать её. В крайних случаях он убивает провинившуюся женщину. Нередко только подозрения в нарушении правил становится достаточно, чтобы женщина подверглась насилию со стороны опекуна, который стремится сохранить свою честь. Убийства чести происходят в Саудовской Аравии каждый день. В 2007 году отец убил молодую девушку, когда узнал, что она общалась с молодым человеком по Facebook'у. Случай получил широкий резонанс и огласку в СМИ. Консерваторы призвали правительство запретить Facebook, потому что, по их словам, сеть подстрекает к похоти и вызывает социальную рознь, поощряя половое смешение. Сильнейшим позором для женщины является арест религиозной полицией в результате контакта с мужчиной-немахрамом. Так, в 2009 году двух молодых девушек после ареста в результате общения с мужчинами публично расстреляли братья в присутствии отца.

## Хиджаб

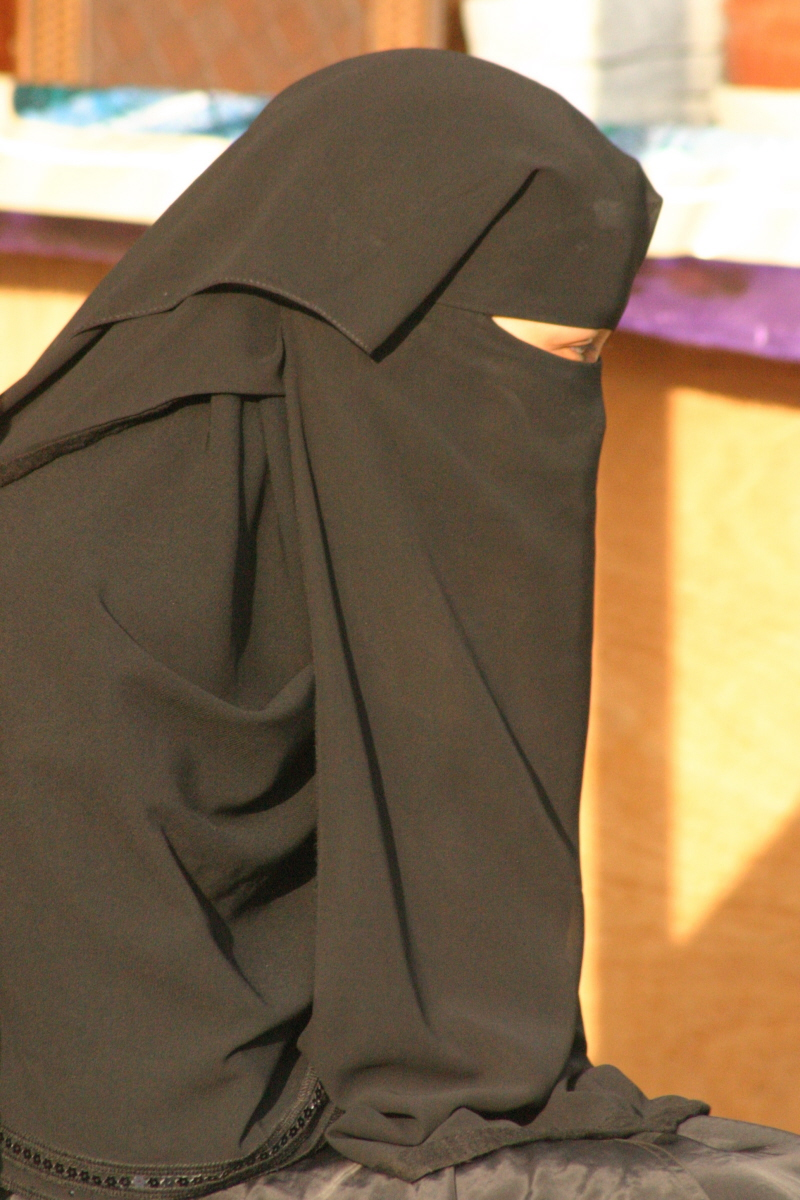
Молодая девушка в никабе, в некоторых регионах страны закрытие лица чёрной вуалью является обязательным

В 2018 году власти Саудовской Аравии разрешили женщинам королевства не носить хиджаб.

### Дресс-код
В 2018 году власти Саудовской Аравии отменили обязательное ношение абайи, хиджаба, паранджи, бурки. Женщины, как и мужчины, должны одеваться скромно. В настоящее время женщинам не обязательно носить абайю или хиджаб (головной платок), однако предписывается одеваться скромно. Как правило, на публике мужчинам и женщинам рекомендуется носить свободную одежду, закрывающую тело до локтя и ниже щиколотки.

Хотя дресс-код на Западе рассматривается как главный символ угнетения женщин, саудовские женщины, выступающие за свои права, рассматривают возможность отказа от абайи в последнюю очередь. Журналистка Сабрия Джавхар жаловалась, что западные читатели Huffington Post и посетители её блога были слишком озабочены её вуалью.
Не-саудовцы предполагают, что Саудовская Аравия должна модернизироваться и вступить в XXI век, что женщины должны освободиться от завесы абайи и, как на Западе, бегать в коротких юбках, носиться по клубам, забыв о своей религии и культуре. Однако большинство саудовских женщин сами желают носить чадру, они ссылаются на исламское благочестие, гордость за семейные традиции и меньшие сексуальные домогательства от коллег-мужчин. Для многих женщин дресс-код является частью права на скромность, которое предписывает ислам. Некоторые из женщин воспринимают попытки реформ негативно, считая их антиисламскими и частью вторжения Запада: «Они боятся ислама, а мы один из наиболее богобоязненных народов».

### Половая сегрегация

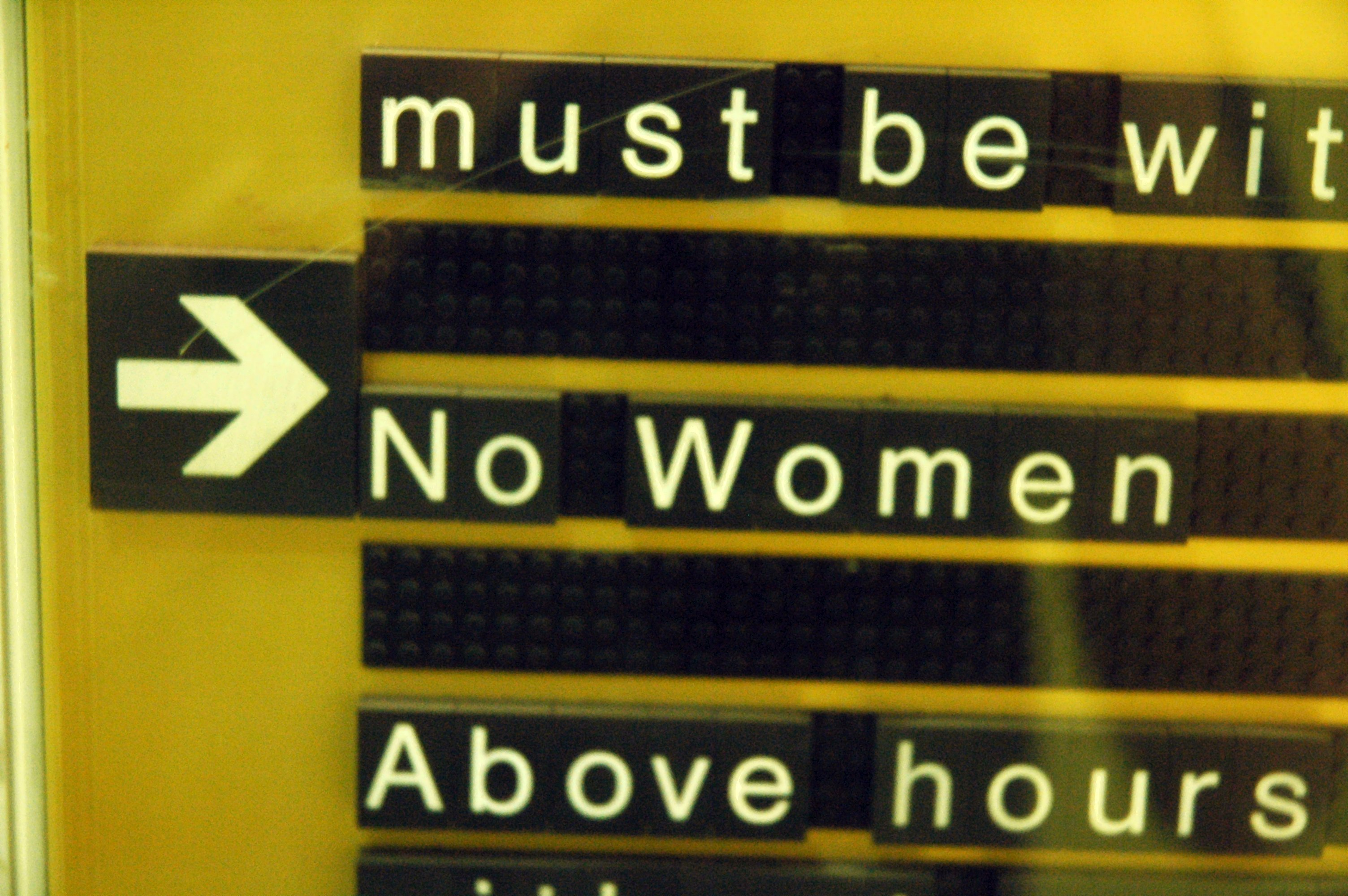
Вход в тренажёрный зал в отеле Marriott в Джидде, посередине написано: «Женщинам вход запрещён»

Половая сегрегация затрагивает всех женщин, которых мужчины-родственники стремятся изолировать от общества, чтобы те избежали какого-либо контакта с незнакомыми мужчинами и таким образом сохранили свою «женскую чистоту». Торжественные мероприятия проводятся, как правило, с разделением мужчин и женщин. Смешанные вечеринки происходят крайне редко, в основном в некоторых европеизированных семьях, которые получали образование на Западе. Большинство домов в Саудовской Аравии имеет отдельные входы для мужчин и женщин. Женская часть называется «харим», что переводится как «запрещённый и священный». Мужчине (не хозяину) запрещается входить туда, так как он нарушит честь семьи и в результате сам опозорится. Частное пространство ассоциируется с женщинами, в то время как открытый мир принадлежит мужчинам. Например, за гостиную комнату в доме всегда отвечает мужчина. Традиционные проекты домов также предусматривают отдельные помещения для женщин с высокими стенами и небольшими окнами со шторами, чтобы женщины могли чувствовать себя безопасно и быть огороженными от внешнего мира.
Кроме того, половая сегрегация существует и в общественных местах, которые дают основную прерогативу мужчинам, женщины же должны находиться в так называемых специальных женских отделах, куда мужчины не имеют права входить. Таким образом, женщина сумеет работать и минимализировать контакт с незнакомыми мужчинами. Общественный транспорт, пляжи, парки развлечений также разделены. Иногда школьники двух полов учатся в разное время, чтобы не пересекаться. Нарушения принципов половой сегрегации называется «халва», которая может приравниваться к преступлению, особенно со стороны женщины.
Сегрегация особенно строго соблюдается в ресторанах, где зоны разделены на 3 части: семейная зона, для мужчин и для женщин. Когда женщина ест, ей приходится снимать вуаль. В таком случае семейная пара сидит либо в отдельной комнате, либо их загораживают ширмами. Рестораны также имеют отдельные входы для женщин без сопровождения мужа/родственника. Женщинам запрещено работать официантками, за исключением ресторанов только для женщин.
Западные компании, такие, как McDonald’s, Pizza Hut, Starbucks и прочие, часто соблюдают на территории Саудовской Аравии религиозные правила. Эти компании нередко становятся объектом критики западных активистов, которые утверждают, что они сопутствуют продвижению женского апартеида. Смешанные рестораны могут быть в западных люкс-отелях, которые обслуживают в первую очередь иностранцев. Есть общественные места, где половая сегрегация строго не соблюдается, например, больницы, медицинские учреждения и банки. Количество рабочих мест, где нет разделения по половому признаку, увеличилось при правлении короля Абдаллы, хотя и незначительно. Ряд офисов, издающих газеты, отменил у себя половую сегрегацию. С практической точки зрения половое смешение является довольно распространённым явлением в повседневной жизни. Так как женщины не имеют права передвигаться самостоятельно, без возможности попросить помощи у махрама, они могут пользоваться услугами такси. Многие богатые семьи нанимают иностранных женщин-горничных, на которых меньше распространяется половая сегрегация, это также касается иностранных водителей и официантов.
Открытие первого университета с совместным обучением женщин и мужчин в 2009 году вызвало общественный резонанс и много споров. Видный священнослужитель утверждал, что разделение полов в образовательной и рабочей сфере никак не связано с шариатом, а тех, кто верит в это, он считает лицемерами:
Смешивание было частью нормальной жизни уммы (мусульманского мира) и его общества. Те, кто запрещают смешение полов, живут в своей параллельной реальности, что является нежелательным и противоречит принципам честного мусульманина, который должен следовать шариату и не поддаваться небрежности. Те семьи, которые утверждают, что смешивание — грех, сами держат у себя работниц-невольниц.
В 2008 году 75-летняя женщина Камиса Мохаммад Савади была приговорена к 40 ударам плетью за то, что незнакомый мужчина доставил ей в дом хлеб. Позже Савади как негражданка была депортирована из страны.
В 2010 году советник королевского двора и министерства юстиции издал фетву, согласно которой женщина обязана вскармливать грудным молоком водителя, работающего на неё, чтобы он стал для женщины махрамом. Таким образом водитель сможет без нарушений законов общаться с женщиной. Фетва была широко высмеяна женскими компаниями.

## Экономические права
«Для того, чтобы подать иск или купить/продать любую недвижимость как женщина, я обязана привести двух мужчин в качестве свидетелей для дачи показаний, для удостоверения моей личности ещё четверо мужчин, которые должны доказать, что первые двое заслуживают доверия свидетелей. Где любая женщина собирается найти шесть человек, чтобы пойти с ними в суд? Это трудно для меня при моих правах… А способ решения заключается в хороших связях, даче взяток и в том, чтобы быть острой на язык».
 Лолва аль-Сайда, инвестор по недвижимости

### Занятость
Ещё с раннего детства девочек учат, что их главная роль заключается в том, чтобы поддерживать семейный очаг, рожать и воспитывать детей. Проще говоря, мужчина обязан работать, а женщина — заботиться о семье. Шариат позволяет женщине работать при условии, если она не будет пренебрегать своими семейными обязанностями, а также если никто не способен обеспечить женщину (вдова с детьми). По саудовским законам женщина может работать только в специально отведённых местах для женщин, она может работать врачом, медсестрой, учителем и ещё в нескольких направлениях, где женщина-клиент могла бы избежать нежелательного контакта с мужчиной. Теоретически женщина может заниматься любой правительственной работой, в ходе которой она может вступать в контакт с мужчинами. На практике такое осуществляется в частном секторе, где мужчины и женщины работают под одной крышей, хотя частный бизнес и должен следовать примеру правительственных учреждений. Официально женская командировка не может проводиться без мужчины-махрама (мужа/родственника), однако в реальности многие женщины путешествуют без опекуна, нанимая водителя-сопровождающего.
Женщина может работать, только когда ей это позволяет махрам. Женская работа должна быть также подходящей для «женского телосложения и менталитета». Например, женщинам нельзя работать в судебной области, а также занимать важные государственные посты. Хотя основной сферой работы для женщин остаются образовательные учреждения и медицина, количество женщин, работающих в области финансов, увеличилось на 280 % в период между 2000 и 2008 годами, что означает, что женская часть общества постепенно наращивает свою экономическую роль в стране.
Осуществление резолюции в поддержку расширения полномочий занятости для женщин встретило сопротивление со стороны министерства труда, консервативных саудовских граждан и религиозных деятелей. Они придерживаются строгих исламских принципов о том, что возможность работать для женщины противоречит её природе. Саудовское министерство труда также скептически относится к возможности расширения трудовых полномочий для женщин, ссылаясь на то, что лучшее место для женщины — её дом, поэтому ни одна женщина не будет работать без согласия опекуна, чтобы она не могла заменить работой свои семейные обязанности ухаживать за семьёй, рожать и воспитывать детей. Однако в последние годы в таких отраслях, как медицина и банковское дело, женщины начинают играть всё более весомую роль. Когда мужчины и женщины работают в одной отрасли, первые получают бо́льшую зарплату и прочие выплаты. Согласно докладу саудовской газеты, медицинское страхование не предоставляется женщине при родах, но зато предоставляется сотруднику-мужчине.
Женщины в Саудовской Аравии составляют 17 % рабочей силы; для сравнения: в других мусульманских странах, например, ОАЭ, Кувейте и Малайзии, их доля составляет более 40 %. Развитие женской карьеры в стране, по данным ABC News, остаётся крайне медленным из-за активного препятствия мужчин и самого государства. Самыми влиятельными женщинами в стране являются Сальва аль-Хазаа, руководитель офтальмологического отделения короля Фейсала, расположенного в больнице в Эр-Рияде, и Лубна Олаян, которая по версии Forbes вошла в список самых влиятельных деловых женщин мира.
В 2013 году в Саудовской Аравии зарегистрирована первая женщина — начинающий адвокат, её зовут Арва аль-Худжаили.
С октября 2013 года женщинам официально разрешено работать адвокатами.
В королевстве есть инициатива построить отдельный район в городе Эль-Хуфуф, где смогут находиться только женщины, чтобы, не нарушая условия гендерной сегрегации, они могли удачно реализовывать свою карьеру, не скрываясь от общественности. Здесь должны будут размещаться женские компании и производства. Западные агентства скептично отнеслись к проекту, назвав его пиар-акцией для улучшения имиджа Саудовской Аравии.
Саудовский план «Saudi Vision 2030» содержит пункт «увеличить участие женщин на рынке труда с 22 % до 30 %».
По состоянию на март 2022 года женщины составляют 33,6 процента рабочей силы Саудовской Аравии.

## Образование
Уровень женской грамотности составляет 81 % и незначительно отстаёт от мужского. Для сравнения, в 1970 году грамотными были лишь 2 % женщин и 15 % мужчин. Однако доля девушек, получающих среднее и высшее образование, значительно выше, чем среди юношей. В частности, каждая вторая работающая женщина имеет высшее образование, а среди мужчин аналогичный показатель составляет лишь 16 %. Доля саудовских женщин, заканчивающих университеты, даже выше, чем на Западе.
Качество женского образования значительно ниже мужского. Учебные программы и учебники обновляются гораздо реже, а учителя имеют более низкую квалификацию. Один из саудовских политиков в области образования отмечает, что главная цель в образовании девочек заключается в том, чтобы воспитать из них настоящих исламских девушек, научить их быть идеальными домохозяйками и любящими матерями, а также в возможности быть хорошими врачами, медсёстрами или учителями.
Саудовские женщины часто говорят о том, что главная область, требующая реформирования — женское образование.

### Начальное образование
Половая сегрегация практикуется с первого класса. Девочки и мальчики посещают отдельные школьные заведения. Учителя-мужчины не имеют права преподавать в женских школах, и наоборот, учительницам закрыт вход в мужские школы.

### Высшее образование
В Саудовской Аравии располагается университет принцессы Норы нинт Адель Рахман, крупнейший в мире женский университет. Религиозные представления о гендерных ролях и мнение о том, что образование более значимо для мужчин, привело к тому, что женских учебных заведений гораздо меньше, а женщина обладает гораздо более ограниченными образовательными возможностями. Половая сегрегация в профессиональной жизни также повсеместно распространена. Традиционно считается, что женщины не могут работать в области техники, здравоохранения, архитектуры и права. Однако в наше время почти 60 % всех саудовских студентов составляют женщины. Из-за недостатка возможностей получать образование на родине большинство девушек учится за границей, однако опекунство махрама и обязанность ношения паранджи затрудняет возможность женщины учиться за границей. Несмотря на то, что количество мужчин и женщин, учившихся за границей, было одинаковым в 80-е годы, по данным на 1992 год мужчины, учившиеся за границей, получали в три раза больше государственных стипендий. Женщинам в первую очередь предлагают изучать сферу услуг и социальные науки. Образование в области медицины, государственного управления, естественных и социальных наук и исламского богословия были признаны официально возможным для женщин. По данным на 2007 год, среди всех выпускниц университетов 93 % имели преподавательское или естественно-научное образование.
Король Абдалла открыл первый в стране университет науки и технологий с совместным обучением для мужчин и женщин. Однако для женщин была отведена отдельная территория университета, чтобы им не приходилось носить полностью закрывающую одежду. В первом году после открытия университета 15 % студентов составляли женщины, все они ранее учились в зарубежных университетах. Занятия проводятся на английском языке. Открытие университета вызвало общественную дискуссию. Некоторые религиозные деятели, такие, как глава религиозной полиции Ахмад Аль-Касим Ганди, поддержали идею отмены гендерной сегрегации в области работы и образования, указывая, что о ней в Коране ничего не написано. После этого начались призывы уволить главу религиозной гвардии.
Очень важную роль в образовании женщин играют коммуникационные технологии. Многие женщины по настоянию мужчины-опекуна не имеют права покидать территории своих домов, поэтому для них колледжи предусматривают дистанционные уроки посредством электронных коммуникаций. По законам мужчине-преподавателю запрещено обучать женщин, но из-за острой нехватки женщин-преподавателей в высших учебных заведениях поощряется преподавание со стороны мужчины, если учитель и ученица не видят лиц друг друга.
Одним из главных препятствий к образованию является детский брак, так как на молодую жену опускается тяжёлое бремя ответственности за семью, рождение и уход за детьми. Чаще всего это происходит во время начала полового созревания (11-14 лет), тогда девушка может бросить обучение. Примерно 25 % девушек не могут посещать колледж из-за раннего брака. По данным 2005—2006 года, 60 % девушек преждевременно бросили учиться по разным причинам.
В 2009 году король назначил заместителя министра женского образования Нору аль-Фаиз, которая стала первой в истории женщиной с полномочиями такого высокого уровня.

## Спорт
Саудовская Аравия до 2008 года была единственной страной, которая не представляла женщин на олимпийских играх, хотя женские команды в стране существуют, их просто не допускали, потому что это, якобы, противоречило исламским принципам.
В июне 2012 года посольство Саудовской Аравии в Лондоне объявило, что саудовские спортсменки будут допущены к олимпийским играм в 2012 году в Англии. Саудовский блогер Эман аль-Нафжан в своём блоге описал, что по состоянию на 2012 год саудовские девушки не получают какого-либо спортивного образования в школах и имеют крайне ограниченный доступ к спортивным сооружениям, а спортсменки Сара Аттар, Водждан Шахеркани и Жасмин Алькхальди (филиппинка по матери) пользуются большой популярностью и поддержкой саудовского интернет-сообщества.
В 2013 году саудовским женщинам было разрешено кататься на велосипедах, но только в парках и других зонах отдыха. Они также обязаны быть полностью покрытыми и быть в сопровождении опекуна. Также в 2013 году правительство впервые санкционировало спортивные уроки для девочек в частных школах.
По законам страны женщинам запрещено посещать открытые спортивные мероприятия, широкую огласку в СМИ получил случай в 2014 году, когда женщина, переодевшаяся в мужской костюм, проникла на стадион во время матча между командами по футболу, за что была арестована.
В 2018 году женщинам впервые разрешили ходить в специальные женские залы.
Рима Джуффали, первая саудовская гонщица, подтвердила, что она присоединится к Douglas Motorsport. Другая саудовская гонщица участвует в Дакар.

## Передвижение
Передвижение женщин по стране очень ограниченно. Им не позволяется выходить за территорию дома без сопровождения мужа/родственника. Однако по необходимости женщины часто вступают в контакт с чужими мужчинами во время работы и покупок.
Женщинам нельзя было водить машину, хотя этот запрет повсеместно нарушался в сельской местности. Не было конкретного закона, запрещавшего водить машину женщинам, однако женщинам не выдавали государственные лицензии на вождение автомобиля, даже если у них были иностранные права, делая их поездку незаконной. Большинство саудовских учёных и религиозных деятелей причисляет вождение машины женщиной к греху. В частности, профессор Камаль Субхи утверждает, что если женщинам в стране позволить водить автомобили, через десять лет там не останется девственниц. Другой влиятельный шейх Салех Лохайдан заявил, что если женщина будет водить машину, то она может родить ребёнка с врождёнными дефектами.
Ниже приведены основные аргументы консерваторов, выступающих за запрет вождения:
1. вождение машины подразумевает непокрытое лицо;
2. женщины начнут чаще покидать дома и забудут о семейных обязанностях;
3. женщины начнут чаще общаться с чужими мужчинами, например во время дорожных инцидентов;
4. женщины заполонят дороги, и многие молодые мужчины потеряют возможность сами ездить на машинах;
5. вождение машины женщиной является первым шагом к падению традиционных ценностей, важным аспектом которых является половая сегрегация.

Женщины, как правило, не могут пользоваться услугами общественного транспорта, хотя на практике повсеместно используется услуга таксиста или частного водителя, что, однако, считается нежелательным. Женщины имеют ограниченный доступ к автобусам и поездам. Для женщин есть специальные секции с отдельным входом, которые находятся в конце. Автобусные компании, обслуживающие наибольшую часть Эр-Рияда и Джидды, не перевозят женщин вообще.
Запрет на вождение машины подвергается критике и со стороны более либеральных мусульман, в качестве основных аргументов они приводят:
1. в Коране ничего не написано про запрет на вождение,
2. запрет вынуждает женщин совершать лишний контакт с незнакомыми таксистами, таким образом, закон, наоборот, способствует нарушению гендерной сегрегации,
3. увеличивается финансовое бремя для семьи, в результате женщина тратит 30 % своего дохода на такси,
4. запрет препятствует занятости женщин и получению ими образования.

Кроме того, водители-мужчины являются частым источником жалоб на сексуальные домогательства, и система общественного транспорта по праву считается ненадёжной и опасной. Король Саудовской Аравии заявил, что хочет разрешить женщинам ездить, но когда общество будет готово к этому:
Я твёрдо верю в женские права. Моя мать женщина. Моя сестра женщина. Моя дочь женщина. Моя жена женщина. Я верю, что настанет день, когда женщины начнут водить машину. На деле, если вы посмотрите на загородные территории, вы найдёте женщину за рулём. Я считаю, что это будет возможно в своё время и верю, что терпение это добродетель.

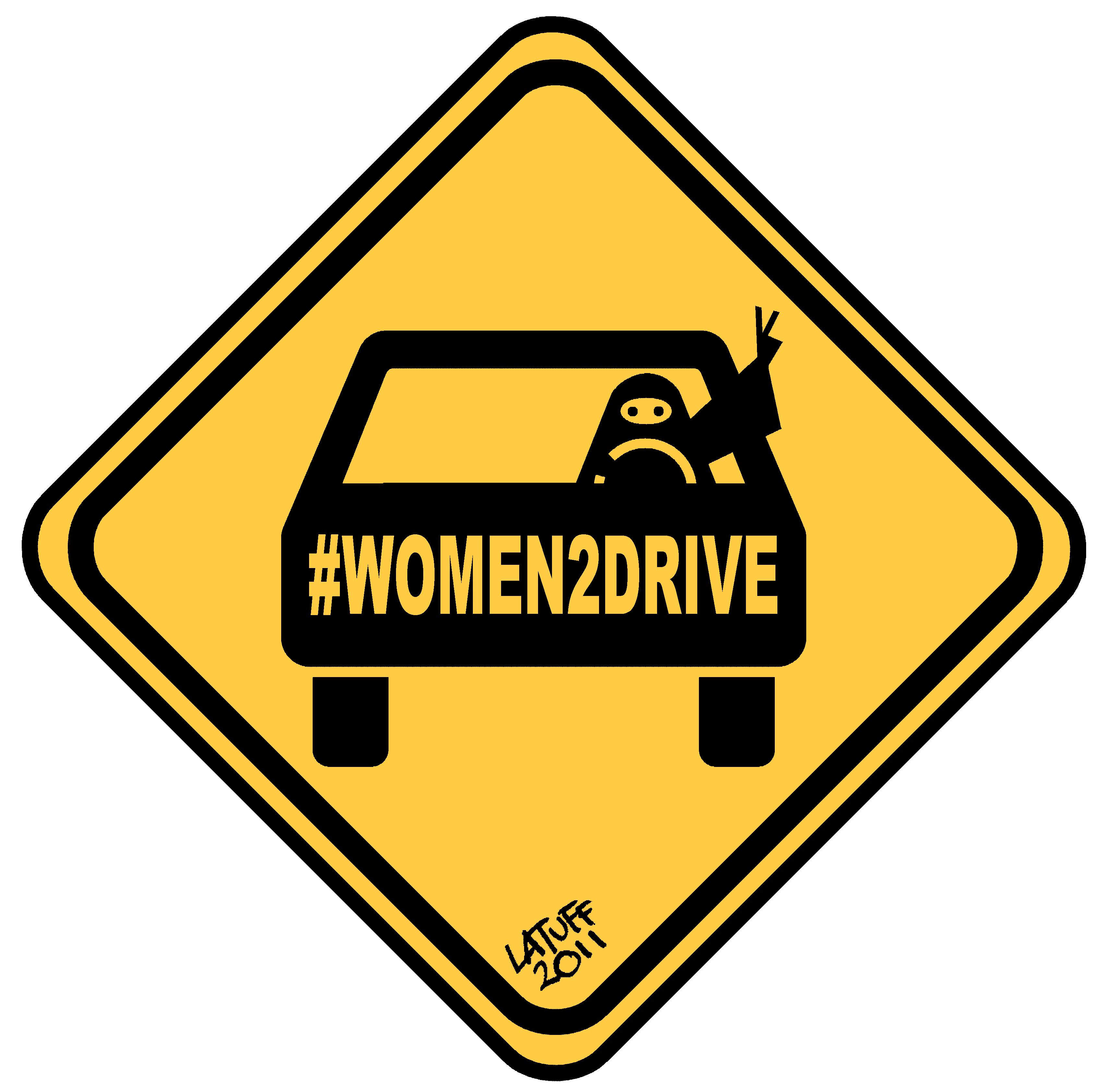
Карикатура Карлоса Латуффа, посвящённая снятию запрета на вождении автомобиля

Запрет на вождение женщинами поддержал саудовской историк Салех аль-Саадоон, утверждая, что это самая надёжная защита для женщин от внезапного изнасилования в противовес западным странам, которые «не заботятся о своих женщинах». При этом историк в ответ на возражения саудовских активисток признал, что женщина имеет шанс быть изнасилованной шофёром, и предложил в качестве альтернативы нанимать иностранок.
6 ноября 1990 года 20 саудовских женщин устроили незаконную поездку на машинах по улицам Эр-Рияда в знак протеста против запрета на вождение. Их задержали инспекторы дорожной службы, женщины были взяты под стражу. Их освободили после того, как опекуны подписались под бумагами, где обещали, что эти женщины больше не будут водить. Вскоре по городу были распространены тысячи листовок с именами женщин и их мужей, где первых называли проститутками, а вторых — сутенёрами. Женщины были отстранены от работы, у них конфисковали паспорта, им запретили общаться с прессой. Примерно через год после протеста они вернулись к работе и получили обратно свои паспорта, но за ними продолжалась слежка, им также было отказано в повышениях на работе.
В 2008 году адвокаты, выступавшие за права женщин водить, собрали около 1000 подписей в надежде убедить короля Абдаллу снять запрет, однако попытка не увенчалась успехом. На Международный женский день 2008 года саудовская активистка, известная своими феминистскими настроениями, Ваджеха аль-Хувайдер разместила видео на YouTube, где она находится за рулём машины в сельской местности и комментирует:
Я бы хотела поздравить всех женщин, которые через борьбу получили свои права, и надеюсь, что каждая женщина, которая продолжает бороться за свои права, однажды получит их.
Во время протестов в 2011 году проводились и другие акции с участием женщин за рулём, которые выкладывались на YouTube и Facebook'е. Одна из них — #women2drive — была организована активисткой Манал аш-Шариф под лозунгом «Научите меня водить так, чтобы я могла защитить себя», многих женщин тогда вдохновили события арабской весны.
В начале 2012 года правительство начало рассматривать предложение о создании общенациональной автобусной системы только для женщин. Активисты разделились во мнениях, одни поддержали идею, утверждая, что это снизит частоту сексуальных домогательств таксистов и транспортные расходы. Другие критикуют, утверждая, что это бегство от реального вопроса, касающегося признания права женщин на вождение. В июле 2011 года женщина из Джидды была приговорена к десяти ударам плетью за вождение машины. Это вызвало общественный резонанс, так как до этого женщина была обязана подписать обязательство, что никогда не сядет за руль. Наказание поркой стали применять после проведения акций в поддержку женских прав в июне. Король Абдалла пообещал защитить права женщин и отменил приговор.
В сентябре 2013 года группа из 16 женщин-активисток устроили автопробег, за что должны были заплатить штраф в размере 80 $, а их опекунов обязали прятать ключи от женщин.
26 сентября 2017 года король Саудовской Аравии Салман указом разрешил женщинам водить автомобиль. 24 июня 2018 года декрет короля Саудовской Аравии, снимающий запрет на вождение для женщин, вступил в силу. До этого момента страна оставалась единственной в мире, где женщинам нельзя было управлять автомобилем под угрозой наказаний.
Женщины также не могут выехать за границу без разрешения мужчины-опекуна, этот запрет распространяется на жён, взрослых незамужних дочерей и сыновей саудовцев, не достигших 21 года, даже если они являются гражданами других стран.

## Правовые вопросы

### Политическая жизнь

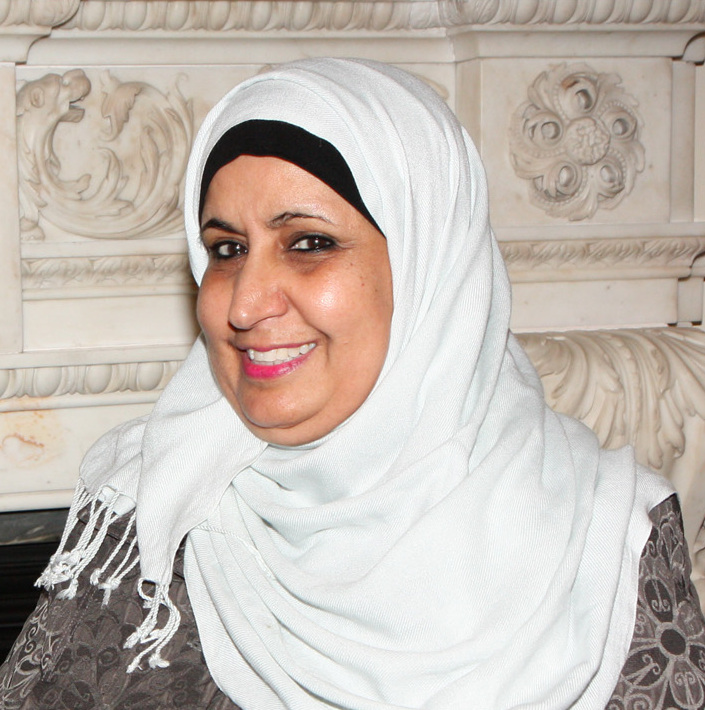
Нура аль Фаиз, заместитель министра по женскому образованию, первая саудитка, занимающая государственную должность такого уровня

Саудовская Аравия является абсолютной монархией с консультативной ассамблеей (шурой), законодатели назначаются самим королём. Хотя женщины играют очень незначительную политическую роль, их доля и полномочия увеличивается в течение нескольких последних лет. По законам, только мужчины старше 30 лет могли стать законодателями. По объявлению короля Абдаллы с 2011 года членами ассамблеи могут стать и женщины. По данным на январь 2013 года женщины в ассамблее занимали 30 мест. Кроме того, в этом же году три женщины были назначены заместителями председателей трёх комитетов: Турайя Обейд — в комитет по правам человека и петициям, Зейнаб Абу Талиб — в информационный и культурный комитет, Лубна Аль Ансари — в комитет по вопросам здравоохранения и охраны окружающей среды. Также важным событием является то, что в апреле 2012 года Мунира бинт Хамдан Аль Осайми была назначена помощником заместителя в медицинском отделе службы по делам министерства здравоохранения. Женщины не могли голосовать или баллотироваться во время муниципальных выборов в стране в течение многих десятилетий. В 2011 году некоторые из них пытались зарегистрироваться в качестве избирателей, но безуспешно. В сентябре 2011 года король Абдалла ибн Абдель Азиз Аль Сауд объявил, что женщинам предоставится право голосовать и баллотироваться на выборы в 2015 году. Женщины имеют право занимать должности в советах директоров торговых палат. В 2008 году впервые две женщины были избраны в советники Джидды в области торговли и промышленности. Среди служащих высокого суда или высшего судебного совета всё ещё нет ни одной женщины, однако на должность заместителя министра женского образования также впервые в феврале 2009 года была назначена женщина. В 2010 году правительство объявило, что женщинам будет позволено занимать должность юристов по семейным делам.
Во время суда свидетельство мужчины считается вдвое ценнее (стоит показаний двух женщин). Поэтому, как правило, женскую сторону замещают родственники-мужчины, которые говорят от их имени.

### Удостоверение личности
До 2008 года женщине не позволялось оставаться в отелях без сопровождения мужчины-опекуна. Однако королевство издало указ, что женщине теперь достаточно предъявить национальное удостоверение личности, отель же должен объявить информацию о забронированном номере в ближайшее отделение полиции, данное правило распространяется и на мужчин.
В апреле 2010 года была введена новая дополнительная ID-карта для женщин, которая позволяет им путешествовать по странам ССАГПЗ, однако карты отслеживаются через GPS, а в качестве удостоверения используются отпечатки пальцев, которые сложно подделать. Если женщина выезжает за границу, то должна получить удостоверение от опекуна. Сторонники утверждают, что новое женское удостоверение личности позволяет женщине осуществлять свою деятельность с лёгкостью и не бояться создания подделок на своё имя. Как правило, женщины в Саудовской Аравии зарегистрированы на удостоверение личности своего отца или мужа. Улемы и религиозная власть выступают против выдачи отдельного удостоверения личности для женщин, указывая, что карты, которые показывают открытое лицо женщины, нарушают законы страны о ношении паранджи.

### Сексуальное насилие и рабство
В уголовном кодексе Саудовской Аравии нет закона, предписывающего наказание за изнасилование, а такими делами разбирается шариатский суд, придерживающийся мусульманского права ханбалитского толка, поэтому часто насильники могут остаться безнаказанными. В большинстве случаев, напротив, жертва насильника подлежит наказанию, особенно если она ранее нарушала дресс-код и входила в контакт с будущим насильником. Также не считается преступлением супружеское изнасилование. Женщины-мигранты, часто работая в качестве домашней прислуги, представляют собой особенно уязвимую группу, иногда работая в условиях рабства, физического подавления и насилия. В 2006 году посол США Джон Миллер, директор Управления по мониторингу и борьбы с торговлей людьми, заявил, что принудительный труд иностранных домашних работниц является самым распространённым видом рабства в Саудовской Аравии. Миллер также отметил, что торговля людьми остаётся проблемой во всем мире, но в Саудовской Аравии много иностранных рабочих и из-за бреши в системе многие работники, главным образом женщины, становятся жертвами жестокого обращения и пыток. Один из самых громких случаев описывает историю с женщиной из Индии, приехавшей работать домработницей, с самого начала женщина терпела над собой издевательства, жестокость. Глава семьи Кастури Муниратхинам не разрешал женщине разговаривать по телефону, заставлял голодать. После попытки бегства Кастури поймал женщину и отрубил ей правую руку. В инцидент вмешалась сама Индия, выразив своё возмущение из-за дискриминационного обращения местного населения к индийским мигрантам, особенно женщинам, и игнорирования саудовскими властями данной проблемы. Другую информацию подают правительственные СМИ, где сообщают, что правительство ведёт строгое преследование насильников и сексуальных домогателей, чтобы подвергнуть их заслуженному наказанию.
Женщины нередко становятся объектом преследования со стороны религиозной полиции, иногда становясь жертвами произвольных арестов и физических наказаний. Доклад ООН приводит пример, в котором двум мутавинам (религиозным полицейским) были предъявлены обвинения в растлении женщины, однако обвинения были отклонены на основании того, что мутавины не подлежат судебному преследованию.
Во многих ситуациях жертву сексуального насилия наказывают за халву (гендерное смешение), в частности, если она ранее вступала в контакт с будущим насильником. Громкое дело получил приговор 18-летней жертвы из Эль-Катифа, которая была похищена и подвергнута групповому изнасилованию. Суд приговорил её к шести месяцам тюрьмы и 200 ударам плетью. По постановлению судьи, она нарушила закон о половой сегрегации, а именно находилась в одной машине вместе с одним из злоумышленников перед нападением. Также дополнительное наказание девушка получила за попытку давления на суд через СМИ. Министерство юстиции заявило, что она «совершила прелюбодеяние» и спровоцировала нападение, потому что была одета неприлично. Однако и все нападающие были наказаны, получив тюремный срок от двух до десяти лет. Согласно докладу Human Rights Watch, один из насильников снимал нападение на свой мобильный телефон, но судьи отказались использовать его в качестве доказательства. Позже девушка сказала представителям ABC News, что её брат пытался убить её после нападения. Дело привлекло внимание международной общественности. ООН раскритиковала социальное положение женщин и систему мужского опекунства, которые просто не позволяют многим женщинам рассказывать об актах насилия, совершаемых против них. В докладе ООН утверждается, что женщины не имеют возможности избежать опасной обстановки из-за отсутствия правовой и экономической независимости, на практике это доказывают система разводов, права опеки над детьми, отсутствие закона, запрещающего насилие в отношении женщин, и несоответствия в применении законов и процедур. В декабре 2007 года сам король Абдалла помиловал жертву, но заявил, что не считает решение судьи неправильным. Американский исламский журналист прокомментировал скандал следующим образом:
Какой Бог накажет девушку за изнасилование? Это вопрос, который мусульмане должны задать Саудовской Аравии, потому что если мы не будем оспаривать мизогинические учения ислама Саудовской Аравии, то королевство будет позволять это.
В 2009 году 23-летняя незамужняя женщина была приговорена к одному году тюремного заключения и 100 ударам плетью за «прелюбодеяние», поскольку стала жертвой изнасилования и безуспешно пыталась сделать аборт. Порка была отложена на время после родов.
В октябре 2015 года верховный муфтий Саудовской Аравии Абдулазиз Али Шейх заявил, что мужья в случае сильного голода имеют права идти на каннибализм против жён:

Если мужчина будет смертельно голоден и не найдет дома еды, он может отрезать фрагмент тела своей жены и съесть его. Женщина должна отнестись к этому решению с преданностью и смирением, так как является с мужем одним целым— 
Заявление муфтия вызвало шквал общественной критики, после чего Абдулазиз Али заявил, что его слова были неправильно поняты.
В 2018 году Саудовская Аравия одобрила меру, предусматривающую уголовную ответственность за сексуальные домогательства. Она предусматривает тюремное заключение на срок до пяти лет и штраф в размере 300 000 риалов (80 000 долларов США).
В 2021 году Саудовская Аравия внесла поправки в свои законы о борьбе с домогательствами, включив в них поимённое пристыжение тех, кто признан виновным, заставив их публиковать свои приговоры в местных СМИ за свой счёт.

### Лишение свободы
Женщину могут арестовать за «неправильную одежду». Гендерное смешение (общение с мужчиной не-мужем/родственником) может приравниваться к преступлению, которое особо тяжко для женщины, и даже короткий контакт может закончиться для неё тюремным заключением, нередко за такой «проступок» семья убивает девушку. Вот что относительно этого говорит Ваджеха Аль-Хувайдер:
Когда женщину арестовывают за то, что она общалась с мужчиной-немахрамом, то фактически её жизнь кончена. Она бежит в женский приют или попадает в тюрьму, а семья навсегда отказывается от неё... а женщина может лишь выйти из тюрьмы по разрешению опекуна из семьи .
Если женщина стала жертвой изнасилования, то она может понести наказание в виде тюремного срока за то, что ранее нарушала дресс-код (недостаточно покрывала тело) или была знакома с будущим насильником. Традиционно заключённый в Саудовской Аравии может быть досрочно освобождён, если выучит наизусть Коран или получит помилование от короля по случаю праздника или коронации. Женщины-заключённые лишены таких привилегий и по истечении срока могут быть освобождены только по разрешению мужчины-опекуна. Нередко опекун отказывается от женщины, и она вынуждена сидеть в тюрьме долгие годы. В таких ситуациях правительство может помиловать женщину, но иногда мужчина-опекун настаивает на увеличении срока наказания. В тюрьме женщина оказывается привязанной к тюремному смотрителю, который выполняет роль опекуна и даёт женщине разрешение на передвижение.
В 2015 году женщина уличила своего мужа в супружеской измене со служанкой и тайно сняла целующеюся пару на видео, после чего опубликовала в интернете. При этом женщине грозит тюремное заключение и штраф в 87,6 тысячи евро за «оскорбление чести и достоинства мужа».

## Семья

### Свадьба
В 2005 году религиозный комитет официально запретил практику принудительных браков. Тем не менее, официальный договор между женихом и отцом невесты обязателен. Ни женщина, ни мужчина не могут просто жениться/выйти замуж за иностранца. Многожёнство разрешено, мужчине позволено иметь до четырёх жён, однако при условии, что он может их всех одинаково содержать. На практике мужчины эти правила не соблюдают, и ситуация с браками гораздо хуже. Полиандрия (многомужество) запрещена как противоречащая принципам ислама.
В 2015 году статистика показала, что число разводов, инициированных женщинами, возросло в стране почти в 2 раза по сравнению с 2014 годом. При этом таких ситуациях женщина всегда выплачивает мужчине солидную денежную компенсацию. Во многих случаях женщины работали, пополняя основной семейный бюджет и выступали одновременно хранительницами семейного очага, а их мужья снимали какую-либо ответственность с себя, де факто становясь нахлебниками.
Начиная с 2016 года женщины при вступлении в брак будут получать копию брачного договора, что позволит им узнать свои права и защищать их в судебном порядке, в том числе и при разводе.

### Бытовое насилие
Насилие в отношении женщин и детей в доме традиционно не рассматривалось как уголовное дело в стране до 2013 года. В 2008 году для оказания социальной защиты саудовским премьер-министром в нескольких крупных городах были построены приюты для женщин. В том же году премьер-министр поручил правительству разработать национальную стратегию по борьбе с бытовым насилием. Некоторые организации королевства стали предпринимать попытки усиления борьбы против насилия в семье. Всерьёз этой проблемой решили заняться в 2013 году, когда королевство запустило крупномасштабную компанию по борьбе против насилия в семье, агитационные плакаты гласили: «Больше никаких злоупотреблений». В августе 2013 года кабинет министров утвердил новый закон, согласно которому насилие в семье приравнивается к уголовному преступлению и предусматривает наказания до одного года лишения свободы и штрафа в размере по 50 000 саудовских риялов. Максимальное наказание может быть удвоено для рецидивистов. Законом предусмотрена уголовная ответственность за психологическое и сексуальное насилие, а также физическое насилие. Также закон распространяется на тех, кто злоупотребляет своими рабочими полномочиями в отношении подчинённых. Данный закон поддержали активисты за женские права, хотя некоторые выразили свой скептицизм, ссылаясь на то, что закон не сможет удачно реализовываться без обучения новых сотрудников органов юстиции, и что практика мужского опекунства будет оставаться главным препятствием для судебного преследования. Один из вопиющих случаев произошёл в семье имама (исламского священника), который жестоко избил и изнасиловал свою 5-летнюю дочь, сломав руки, рёбра и череп, оторвав все ногти на пальцах; девочка умерла. Отец просидел в тюрьме лишь 2 месяца и должен был оплатить штраф в размере 50 тысяч долларов. «Мягкое наказание» вызвало широкое возмущение со стороны женских организаций и общественности, в результате наказание для имама было ужесточено до 800 ударов плетью и 8 лет тюрьмы.

### Несовершеннолетние и дети
В стране отсутствует минимальный брачный возраст. Большинство высших религиозных деятелей считает, что девочка пригодна для брака с 9 лет, а мальчик — с 15. Они также полагают, что девушку нужно обязательно выдать замуж до наступления половой зрелости. По данным отчёта о женском образовании, девушки, заключившие ранние браки (до 16 лет), имеют гораздо меньше шансов получить профессию, и подвержены повышенному риску смерти от причин, связанных с беременностью и родами по той причине, что их несформированные тела ещё недостаточно готовы к деторождению. Согласно данным, опубликованным ООН, около 16 % саудовских девушек-подростков уже замужем.
Один из самых громких случаев является брак 10-летней Шарифы и 80-летнего мужчины. Брак произошёл по договорённости между отцом девочки в обмен на денежное состояние. Брак не поддерживала мать Шарифы. Муж бросил девушку в возрасте 21 года без её ведома. В результате мать подала судебный иск, говоря: «Шарифа потеряла 10 лет и лишилась возможности получить нормальное образование и достойно выйти замуж. Кто возьмет на себя ответственность за то, что ей пришлось пройти?».
Саудовская комиссия по правам детей в 2009 году осудила брак, назвав его явным нарушением в отношении детей и их психологических, моральных и физических прав. Также чиновники порекомендовали придерживаться минимального возраста для вступления брака (для девушек — 17 лет, а для юношей — 18).
Женское обрезание девочек традиционно не практикуется или происходит крайне редко, в основном среди африканских иммигрантов, бедуинов и мусульман-шиитов. Однако многие организации скептически относятся к официальной статистике, зная, что она часто подвергается политической цензуре и фальсифицируется. А независимые организации зачастую не имеют возможности проводить опросы.
Отец имеет единоличное опекунство, дети принадлежат ему. При разводе, если ребёнок достигает семилетнего возраста, то его опекунство передаётся отцу или деду. Дети, чьи отцы не являются саудовцами, сами не могут получить саудовское гражданство.
С января 2019 года женщинам разрешается самим принимать решения насчёт способа родов, а также им больше не понадобится получать подписи опекунов для того, чтобы узнать у врача о процессе беременности и состоянии ребёнка.
По состоянию на 2018 год большинство саудовских мужчин предпочитало вступать в брак в возрасте 25,3 года в то время как средний возраст саудовских женщин, впервые вступающих в брак, составляет 20,4 года.
В 2019 году власти Саудовской Аравии ввели запрет на ранние браки, установив минимальный брачный возраст 18 лет.

### Брак с иностранцем
В 2013 году главное управление по вопросам выдачи паспортов позволило саудовским женщинам заключать брак с иностранцем, и их дети (если живут с матерью) будут иметь вид на жительство в Саудовской Аравии, а в будущем смогут работать в частном секторе страны. Также мать может привезти своих детей, если те живут за рубежом, при условии, что те не имеют судимости. Иностранные мужчины, женатые на саудовских женщинах, получают также права на работу в частном секторе при условии, что на их удостоверении есть графа «муж саудовской жены», и иметь действительный паспорт, чтобы иметь возможность вернуться в родную страну в любое время.

### Вопрос о наследстве
Если наследство делится между мужчиной и женщиной, то вторая получает в два раза меньше, согласно писанию Корана, где говорится, что дочери должны наследовать вдвое меньше, чем сыновья — [Коран 4:11]. В сельской местности некоторые женщины и вовсе лишены каких-либо прав на наследство, так как считаются иждивенками отцов или мужей. Также, если женщина не принадлежит клану, это достаточный повод для того, чтобы лишить её права на наследство.

## Реформы
События теракта 11 сентября заставили саудовскую власть пересмотреть свои принципы фундаментализма, так как было известно, что 9 из 11 террористов-моджахедов были саудовцами. С того момента консервативные религиозные деятели и шариатская гвардия уменьшили свою роль в обществе и политике, а на государственные должности были назначены реформисты. Правительство заявило, что отозвало поддержку школам, признанных экстремистскими.
Правительство во главе с королём Абдаллой рассматривается умеренно прогрессивным. Он открыл первый в стране университет с совместным обучением, назначил членом кабинета первую женщину и запретил насилие в семье. Хотя гендерная сегрегация ослабла, она продолжает повсеместно практиковаться. Критики утверждают, что реформы короля слишком незначительны и имеют больше символический характер. Консервативное исламское духовенство, которое обладает большой властью в стране, делает постоянные попытки препятствования предоставлению новых прав женщинам и даже отстояло запрет на закон, запрещающий детские браки. Женщины не имели права голосовать на первых муниципальных выборах в стране, хотя король поддерживает право женщины водить машину и голосовать. В последние несколько лет несколько женщин заняли низшие чиновнические должности. Нора Аль-Фаиз, первая женщина-член кабинета, не может появляться на виду остальных без чадры, на телевидении — без специального разрешения, и говорить с коллегами, кроме как через видеоконференцию. Нора Аль-Фаиз также выступает против создания спортивной женской гимназии, называя это преждевременным.

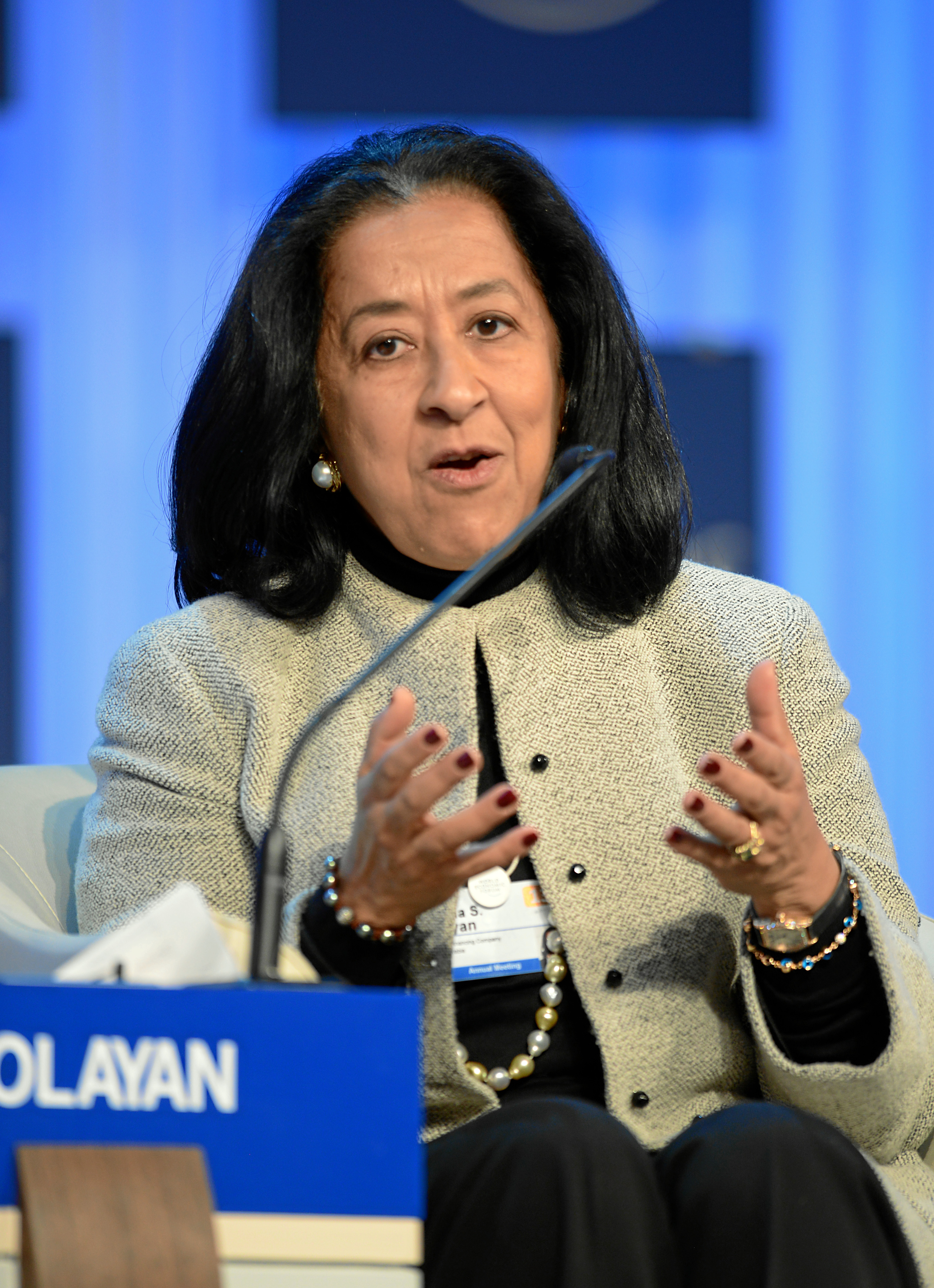
Лубна Олаян, генеральный директор финансовой компании Olayan, активный борец за права саудовских женщин

Правительство Саудовской Аравии приняло международные обязательства по правам женщин. Оно ратифицировало конвенцию о ликвидации всех форм дискриминации в отношении женщин, однако при условии, что конвенция не сможет переопределить исламское право. Тем не менее, правительственные чиновники объявили, что нынешние женские права страны никак не противоречат нормам ислама. Степень соответствия между правительственным обязательством и практикой остаётся очень спорной. В 2009 году в докладе ООН говорилось о том, что международные права, ратифицированные правительством, вовсе не соблюдаются внутри Саудовской Аравии. Некоторые из недавно назначенных женщин — советников парламента (шура) медленные реформы считают, наоборот, эффективными, вот как об этом отзывается доктор Нора Алосиф 
Саудовское руководство работает над реформой для поддержки женщин… 70 лет назад мы были полностью изолированны от мира. Изменения, которые происходят, очевидны, и мы наконец-то стали открываться.

Доктор Маха Альмучиф говорит следующее: 
Сейчас предпринимаются малые шаги, но в будущем они станут огромными. Большинство саудовцев воспитаны в старых традициях, невозможно просто изменить весь социальный порядок сразу
Местные и международные группы женских активисток подталкивают правительство к реформам, пользуясь тем, что некоторые правители ставят своей целью создание прогрессивного общества ближе к западному. Количество мощных предпринимателей, которые помогают женскому гражданскому движению, на данный момент очень мало, но в будущем их количество увеличится. Однако женщины, благодаря реформистам и своей борьбе, продолжают постепенно и успешно увеличивать свою роль в обществе и власти.
Лубна Олаян, генеральный директор финансовой компании Olayan, является известной активисткой, которая борется за права женщин Саудовской Аравии. Она была первой женщиной, которая призвала к отмене половой сегрегации среди бизнес-аудитории, ссылаясь на экономическое равенство.
Моя цель заключается в том, чтобы создать страну с процветающей и диверсифицированной экономикой, в которой любой гражданин Саудовской Аравии, независимо  от пола, серьёзно относящийся к своей работе сумел бы найти себе достойную работу, что приведёт к процветанию среднего класса, где все саудовские граждане и гости страны чувствовали бы себя в безопасности и существовали в атмосфере взаимного уважения и терпимости, независимо от их социального положения, религии или пола.
Лубна Олаян вошла в список самых влиятельных женщин мира Forbes. Великий муфтий Абдуллах ибн Абдуль-Латиф Аль аш-Шейх раскритиковал заявление Лубны, заявив, что это позволит мужчинам и женщинам смешиваться и приведёт общество к прелюбодеянию и упадку.
Ваджеха аль-Хувайдер часто рассматривается как самая радикальная саудовская феминистка и активистка в стране. В интервью 2008 года она рассказала о планах НПО под названием «Ассоциация по охране и защите прав женщин в Саудовской Аравии» (АОЗПЖСД). Ваджеха рассказала об основной цели организации: право женщин на участие в судах; установка возрастного ограничения девушки для брака; возможность женщинам заботиться о своих собственных делах в органах государственной власти и позволить им войти в правительственные здания; защита женщин от домашнего насилия, физического и морального, вынужденное отлучение от учёбы, работы по прихоти мужчины. Ваджеха говорит следующее:
Нам нужны законы, защищающие женщин от этой агрессии, нарушающие их человеческое достоинство. Необходимо также предотвратить обрезание девочек… Мы нуждаемся в большой поддержке со стороны министерства по делам женщин, чтобы решить вопросы связанные с материнством, младенчеством, здоровьем женщин в сельской местности, Это наша конечная цель.

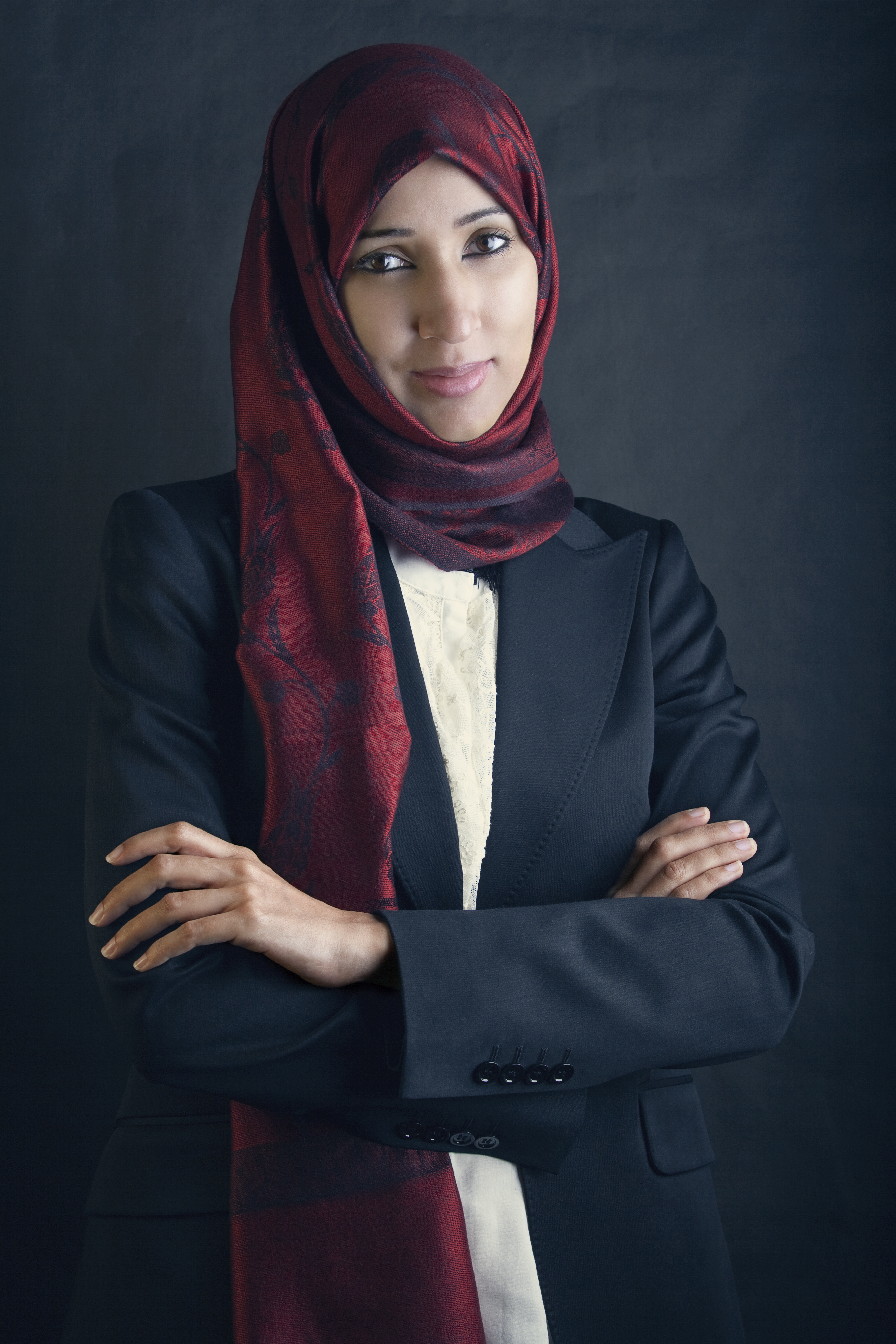
Манал аш-Шариф, одна из самых видных саудовских феминисток, которая борется активно за женские права, в частности, за возможность вождения машины

В 2008 году правительство пригрозило АОЗПЖСД и потребовало не проводить акций протеста.
В 2013 году была зарегистрирована первая адвокат-стажёр Арва-аль-Худжайли, которая также является первой женщиной, обладающей лицензией диспетчера самолёта. В этом же году женщинам было позволено ездить на велосипедах, но только в зонах отдыха. Они также должны быть полностью покрыты и находится в сопровождении мужчины-опекуна.
Саудовское население расходится во мнениях относительно реформ по правам женщин. Противники подобных активистов утверждают, что подход, который они используют, может стимулировать ещё более негативную реакцию любых изменений среди консерваторов. Из-за этого журналистка Сабриа Джахвар ранее высказывалась по поводу Хувайдер, отмечая следующее:
Проблема некоторых саудовских активистов заключается в том, что они хотят сделать радикальные изменения, которые противоречат исламу, чьи законы требуют сопровождения мужа/родственника во время поездок. Если задаться вопросом, почему большое количество саудовских женщин не присоединиться к Аль-Хувайдер, так это потому, что таким образом они бросят вызов исламским законам. Таким образом резкая позиция Аль-Хувайдер просто подрывает доверие к ней других людей.
Ранее активистки за женские права подвергались репрессиям. Например, в 1991 году 47 саудовских женщин незаконно ездили на машинах по улицам Эр-Рияда в знак протеста против запрета на вождение женщиной. Активистки представили петицию королю Фахду, запрашивая для женщин «основные правовые и социальные права». Впоследствии лидер команды была арестована и подвергнута пыткам. Фундаменталисты требовали строгого наказания для женщин и обзывали их проститутками. Шариатская гвардия начала проводить более агрессивную политику против женщин.

По сей день большинство саудовцев выступает против смешанных рабочих мест и права женщин на вождение машины. Большинство женщин по своей воле желает носить чадру и не заинтересовано в том, чтобы занимать высокие должности по той причине, что саудовские граждане рассматривают свою страну как «воплощение чистого идеала исламской нации», и уверено, что предоставление новых прав женщинам является дополнительным шагом к вестернизации страны, от которого саудовское общество стремится защититься. Консервативный клирик Мохсен аль-Аваджи говорит следующее: 
Саудовское общество является прежде всего племенным обществом, и ни король Абдалла, ни кто-либо другой не имеет права навязывать свою собственную интерпретацию ислама. Они ничего не смогут сделать без ислама, без ислама не будет и Саудовской Аравии.
Принцесса Лолва аль-Фейсал описывает свои взгляды как умеренно-консервативные, выступая за реформы, которые, однако, будут соответствовать нормам ислама, утверждая следующее:
Ислам видит мужчин и женщин равными, но разными. Ультра-консерваторы и ультра-либералы на деле добиваются разрушения истинного исламского образа, но мы сохраняем его. Хотя сейчас всё ещё имеется проблема интерпретации закона в судах, однако саудовские женщины в некоторых моментах имеют больше прав, чем на Западе: их собственность неприкосновенна, а мужчины обязаны заботиться о них, а западная нескромность ведёт к дурному воспитанию детей
Тем не менее Лолва поддерживает избирательное право женщин на муниципальных выборах. Во время интервью с принцессой Томас Фридман спросил её, что бы она сделала, если бы стала королевой на день; она ответила: «Первым делом я бы позволила женщинам сесть за руль».
В 2013 году саудовское правительство впервые организовало для девочек спортивные занятия в частных школах.
В конце 2015 года женщины впервые получили право голосовать и принимать участие в муниципальных выборах. Среди кандидатов были зарегистрированы 5938 мужчин и 978 женщин. Пост депутата в провинции Мекки получила Салма бинт Хизаб аль-Отейби. Несмотря на это, во время баллотирования женщины-кандидаты обязаны были выступать за перегородкой или их представлял мужчина. Помимо этого, более 130 тысяч женщин приняли участие в голосовании, что хотя и незначительно по сравнению с 1,35 миллионом голосовавших мужчин, но уже считается внушительной цифрой для первого голосования женщин.
В 2017 году король Салман ибн Абдул-Азиз ас-Сауд подписал декрет, по которому в стране с 24 июля 2018 года[уточнить] женщинам будет разрешено получать водительские удостоверения и управлять автомобилем. В июне 2018 года, за три недели до официального вступления в силу королевского указа, были выданы первые водительские права женщине из Саудовской Аравии. До этого закона женщинам арабского королевства грозил штраф и тюремное наказание за управление транспортным средством.

### Новые формы общения
На фоне сильной гендерной сегрегации свою популярность стали набирать альтернативные виды общения с помощью технологии и связи. Например, огромной популярностью пользуется анонимная переписка женщин и мужчин через технологию bluetooth, и саудиты были первооткрывателями такого вида общения.
Саудовские женщины, зачастую не имея какой-либо возможности высказывать своё мнение, используют для этого социальные сети, одна из таких женщин утверждает следующее:
В Саудовской Аравии мы живём больше в виртуальном мире, чем в настоящем. Я знаю многих людей, которые заводят романы по перепискам на Facebook, но в реальности никак не могут встретиться. Многие женщины также используют Facebook, чтобы выражать свои политические и человеческие права, так как в реальной жизни просто не могут или боятся
Некоторые консервативные священнослужители призывают к блокировке Facebook’а, утверждая, что он способствует гендерному смешению и является «дверью в похоть». В 2010 году социальная сеть была временно заблокирована по причине того, что не «соответствовала моральным ценностям жителей этой страны».

## Критика
Международный гендерный отчёт мирового экономического форума 2010 года поставил Саудовскую Аравию по равенству полов на 129-е место среди 134 стран.
Государственный департамент США считает дискриминацию женщин в Саудовской Аравии «существенной проблемой» и желает, чтобы женщины имели некоторые политические или социальные права.
Организация Human Rights Watch описала положение саудовских женщин как не отличающееся от положения несовершеннолетних с небольшой властью над собственными жизнями.
Западные критики часто проводят параллель между положением саудовских женщин и апартеидом, который существовал в ЮАР и распространялся на чёрное население. В качестве доказательства они приводят ограничения женщинам на поездки, учёбу, выбор профессии, доступ к судам и политические высказывания.
Представители газеты The New York Times пишут, что саудовские женщины лишены сейчас тех же прав, что и когда-то чёрные/цветные во время апартеида в ЮАР. Некоторые критики напрямую заявляют, что гендерная политика Саудовской Аравии является преступлением против человечности и нуждается во вмешательстве со стороны международного сообщества. Они также критикуют правительство США, которое ведёт информационную войну против своих врагов — талибов, а политического союзника — Саудовскую Аравию — зачастую проходит стороной, хотя их гендерная политика во многом похожа на талибскую. Мария Калдор утверждает, что дискриминационная политика в Саудовской Аравии и талибов фактически одна и та же. Напротив, политический обозреватель Даниэль Пайпс видит, что, несмотря на гендерную сегрегацию, женщины имеют возможность посещать школу или работу.
Критике также подвергаются западные компании, которые сотрудничают с Саудовской Аравией и на территории их страны соблюдают гендерную сегрегацию. Так, например, компании Starbucks и Pizza Hut в своих ресторанах строили отдельные помещения для женщин, и в мужских зонах обслуживание гораздо лучше и быстрее.
В 2001 году редактор Washington Post Колберт Кинг отметил, что, как и в Саудовской Аравии, в ЮАР правительство в период апартеида рассматривало международную критику как нарушение своего суверенитета и вмешательство во внутренние дела. И тогда американским корпорациям, работавшим в ЮАР, приходилось подчиняться местным законам. А политику западных компаний в Саудовской Аравии Колберт сравнивает с «расистскими» Принципами Салливана, существовавшими среди западных компаний в ЮАР, но в данном случае объектом притеснения становятся женщины, а не чёрные. Журналист Энн Эпплбаум утверждает, что гендерный апартеид в Саудовской Аравии не интересует американских феминистов. Так как, если при гражданском движении за права чёрных в ЮАР им оказывали крупную поддержку американские лидеры гражданского права, такие, как например Джесси Джексон, то американские феминисты мало заинтересованы в сотрудничестве с саудовскими активистами. Одна из причин заключается в том, что антиапартеидные акции практически невозможно проводить в условиях жёсткой гендерной сегрегации, особенно иностранным женщинам.
Культурный релятивизм Саудовской Аравии является корнем фактического бездействия феминисток, таких как, например, Азар Маджеди, Памелы Бом и Марьям Намази. Они утверждают, что политический ислам в стране плотно связан с женоненавистничеством, а желание западных либералов относиться терпимо к исламу зачастую их ослепляет, и они игнорируют проблему, связанную с дискриминацией и насилием против женщин. Маджеди и Намази сами родом из Ирана, где также в течение 40 лет проводится дискриминационная политика против женщин, одна из них говорит следующее:
Грубо говоря, из-за места своего рождения я обладаю меньшими правами, чем та же женщина, которая родилась в Швеции, Англии или Франции
Памела Бон говорит, что феминистическая апатия поддерживается тоскливым культурным релятивизмом, который пронизывает многих женщин: «Мы ничем не лучше, чем они; мы не должны навязывать свои мнения им; мы должны смотреть только на собственные недостатки», а культурный релятивизм исходит из страха, так как критика ислама может зачастую приравниваться к расизму в западном понимании.
Энн Элизабет Майер, американский специалист в области исламского права, считает, что гендерный апартеид закреплён в самой конституции Саудовской Аравии:
9) «Уважать ценности саудовского общества, его традиции и обряды», воспитание молодого поколения «на основе исламской веры, предписываемой ею преданности и повиновении Всевышнему Аллаху, Его Пророку и представителям власти».
10) «Укреплять арабскую семью, сохранять исламские семейные ценности, создавать необходимые условия для повышения благосостояния и развития способностей членов арабских семей».
Майер утверждает, что статьи 9 и 10 являются рычагом для лишения саудовских женщин любой возможности участвовать в публичном праве или правительстве, а именно при соблюдении ценностей досовременного исламского права в целях поддержания традиционной патриархальной семьи, и держать женщин подчинёнными, таким образом, это и является главным корнем гендерного апартеида.
Специальный репортёр ООН отметила после своего визита в страну в 2008 году недостаток женской самостоятельности и отсутствие законов, запрещающих насилие над женщинами.